# Паньків Володимир Іванович
Володи́мир Іва́нович Па́ньків (нар. 12 квітня 1956, Коломия) — український вчений-ендокринолог, доктор медичних наук, професор, заслужений лікар України (з 2000), головний редактор «Міжнародного ендокринологічного журналу» (з 2005).

## Освіта, наукові ступені і вчені звання
Закінчив Івано-Франківський державний медичний інститут (1979).
Впродовж 1983–1987 без відриву від виробництва навчався в аспірантурі в Інституті ендокринології та обміну речовин в Києві, у 1988 захистив кандидатську дисертацію на тему «Частота судинних ускладнень у хворих із вперше виявленим цукровим діабетом».
У 1996 пройшов стажування на курсах ВООЗ із питань епідеміології цукрового діабету в Кембриджському університеті.
У 1997 здобув науковий ступінь доктора медичних наук після захисту докторської дисертації на тему «Епідеміологія цукрового діабету та його ускладнень у Карпатському регіоні».
Професор (з 2003).

## Кар'єра
З 1980 до 2006 працював лікарем-ендокринологом Коломийської центральної районної лікарні.
З 1997 до 2000 працював на посаді доцента, а з 2000 до 2006 — професора кафедри клінічної імунології, алергології та ендокринології Буковинського державного медичного університету.
У 2005 на конкурсній основі призначений головним позаштатним спеціалістом з ендокринології Міністерства охорони здоров'я України (2005–2007).
З 2006 — завідувач відділу профілактики ендокринних захворювань Українського науково-практичного центру ендокринної хірургії, трансплантації ендокринних органів і тканин Міністерства охорони здоров'я України.
З 2013 до 2014 - головний позаштатний спеціаліст з ендокринології Департаменту охорони здоров'я виконавчого органу Київської міської ради (Київської міської державної адміністрації).
З 2020 - експерт Міністерства охорони здоров'я України з ендокринології
2019-2022 - експерт Департаменту атестації кадрів Міністерства освіти та науки України із внутрішньої медицини
З 2021 - експерт Національного фонду досліджень України

## Наукові досягнення
Автор понад 400 наукових праць, підручників, монографій. Неодноразово представляє Україну на міжнародних медичних форумах.
Підготував 13 кандидатів медичних наук та трьох докторів медичних наук зі спеціальності «Ендокринологія».
Головний редактор «Міжнародного ендокринологічного журналу» (від 2005).

## Громадська діяльність
Є членом:
- Європейської асоціації з вивчення цукрового діабету (з 1994),
- Європейської тиреоїдної асоціації (з 1998).
- Національної спілки журналістів України (з 2009).

## Відзнаки і міжнародне визнання
Заслужений лікар України (з 2000).
Внесений до довідників:
- Міжнародного біографічного центру у Кембриджі «2000 видатних вчених сьогодення» (2005)
- «Хто є хто в науці і техніці» (США, 2006).

За версією журналу «Фокус» (грудень 2009) включений до числа 50 найбільш визначних практикуючих лікарів України.

## Родина
Батько, Іван Паньків (1910–1982), випускник Коломийської гімназії, в 1932–1939 навчався медицині в Університеті міста Монпельє (Франція), де здобув диплом доктора медицини. Повернувся в польську Галичину за декілька місяців до початку Другої світової війни. Під час німецької та радянської окупації допомагав воїнам УПА медичним лікуванням, харчами та одежею. У 1951 році задля уникнення репресій переїхав до Коломиї, щоб влаштуватися рентгенологом. Його рідний брат Дмитро був заарештований військами НКВС у 1948 році і відправлений на 25 років каторги. Ще один брат Василь був вивезений на поселення в Читинську область, про що й зазначив у статті про Івана Панькова репресований воїн УПА Іван Прошак у газеті "Вільний голос".
Іван Паньків у липні 1940 року одружився з донькою священика Євгенією Ріпецькою.
Сестра Володимира Панькова Ірина - лікарка Івано-Франківської обласної лікарні.